# 미스 투어리즘 퀸 인터내셔널

## 대회 소개
미스 투어리즘 퀸 인터내셔널(Miss Tourism Queen International)은 1949년 미국 헐리우드에서 시작된 미인대회다. 1993년부터 국제 대회로 성장하여 관광 활성화와 관광문화 진흥 및 유치국 도시의 홍보를 위해 진행돼 왔다.
관광도시 간의 상호 이익과 함께 언론 및 TV매체의 지지를 받아 기업브랜드, 관광도시, 관광제품, 패션과 럭셔리 제품에 대한 국제적 가교역할을 하는 문화사절단을 선발하는 대회이다. 미스 투어리즘 퀸 인터내셔널은 미스 유니버스, 미스 월드, 미스 인터내셔널, 미스 그랜드 인터내셔널과 함께 세계 미인대회 빅5로 세계 5대 그랜드슬램 월드대회로 잘 알려진 전통과 권위가 있는 국제대회다.
지난 2013년 한국대표 나란히가 출전하여 4위에 오른바 있으며, 2016년 대회에서는 고소영이 포토제닉상을 수상 하였다.
미스 투어리즘 퀸 인터내셔널에 출전 할 한국대표를 선발하는 국내대회는 2019년까지 미스그린코리아 선발대회에서 진행하였으나, 2020년부터는 메이저 세계대회인 미스 아시아 퍼시픽 인터내셔널, 페이스 오브 뷰티 인터내셔널과 함께 새롭게 진행되는 미스 로얄 코리아 선발대회에서 수상한 미인들이 출전하게 된다.

## 같이 보기
- 미스 로얄 코리아
- 미스 아시아 퍼시픽 인터내셔널
- 페이스 오브 뷰티 인터내셔널
- 미스 그랜드 인터내셔널
- 미스 그랜드 코리아
- 미스 코리아
- 미스 유니버스
- 미스 월드
- 미스 인터내셔널
- 세종대왕 소헌왕후 선발대회